# Vello Lind
Vello Lind (* 2. November 1936 in der Landgemeinde Karula; † 24. Dezember 2017 in Tallinn) war ein estnischer Agronom und Politiker.

## Leben, Landwirtschaft und Politik
Vello Lind wurde im ländlich geprägten Süden der Republik Estland geboren. Bis 1951 besuchte er die Grundschule im Dorf Pikkjärve. 1956 schloss er die Mittelschule in der Stadt Valga ab. 1961 machte Vello Lind seinen Abschluss im Fach Agronomie an der Landwirtschaftlichen Akademie in Tartu (heute Estnische Universität der Umweltwissenschaften). 1980 promovierte er mit einer Arbeit über das Thema Hühnerfütterung.
Von 1961 bis 1968 war Lind als Chefagronom in der Sowchose von Riisipere beschäftigt. Von 1968 bis 1981 leitete er die Sowchose von Ranna am Peipussee. Daneben betätigte er sich auch politisch. Von 1976 bis 1990 gehörte Lind dem Zentralkomitee der Kommunistischen Partei Estlands (EKP) an und war Mitglied des Obersten Sowjets der Estnischen SSR.
Im Januar 1981 wurde Lind zum Landwirtschaftsminister der Estnischen SSR ernannt. Er hatte das Amt bis Ende März 1983 inne. Von März 1983 bis Dezember 1985 bekleidete Lind das Amt des Ersten Stellvertretenden Vorsitzenden des Agroindustriellen Kollektivs der Estnischen SSR. Von 1985 bis Ende Dezember 1989 war er Erster Stellvertretender Vorsitzender des Staatlichen Agroindustriellen Ausschusses der Estnischen SSR.
Mit der sich abzeichnenden Unabhängigkeit Estlands von der Sowjetunion löste sich Lind von der KPdSU. Vom 7. Mai 1990 bis zum 13. Februar 1991 war Lind Landwirtschaftsminister der Republik Estland im Kabinett von Ministerpräsident Edgar Savisaar.
Nach seinem Ausscheiden aus der estnischen Regierung war Lind von 1991 bis 1999 als Berater bei dem estnischen Geflügelzuchtunternehmen Tallinna Linnuvabrik (heute Tallegg) tätig.